# Улятуйське сільське поселення
Уляту́йське сільське поселення (рос. Улятуйское сельское поселение) — сільське поселення у складі Олов'яннинського району Забайкальського краю Росії.
Адміністративний центр — село Улятуй.

## Історія
2013 року було утворено село Нижній Улятуй шляхом виділення частини із села Улятуй.
2015 року до складу сільського поселення включена територія ліквідованого Арендинського сільського поселення (села Аренда, Шивія).

## Населення
Населення сільського поселення становить 976 осіб (2019; 1194 у 2010, 1600 у 2002).

## Склад
До складу сільського поселення входять:
| Населений пункт     | Населення, осіб (2002) | Населення, осіб (2010) |
| ------------------- | ---------------------- | ---------------------- |
| Аренда, село        | 316                    | 213                    |
| Комкай, село        | 162                    | 129                    |
| Нижній Улятуй, село | -                      | -                      |
| Улятуй, село        | 1009                   | 795                    |
| Шивія, село         | 113                    | 57                     |